# 皮德蘇利亞
50°50′9″N 34°10′56″E / 50.83583°N 34.18222°E
皮德蘇利亞（烏克蘭語：Підсулля）是位於烏克蘭東北部的村莊，由蘇梅州蘇梅區的萊貝丁市鎮負責管轄。該村距離新彼得里夫卡3公里，海拔高度139米，2001年人口26。